# Kay Georgiou
Kay Georgiou ist eine US-amerikanische Hairstylistin.

## Karriere
Georgiou begann ihre Karriere beim Film 1995 als Postkartenmalerin für den Film Othello. Ihre Karriere als Hairstylistin begann sie als „assistant Hairstylistin“ beim Film Jane Austens Emma. Es folgten zahlreiche Filmarbeiten. Für die Filme Titanic, Lincoln, Joker, Maestro und Killers of the Flower Moon wurde sie für einen BAFTA Film Award nominiert. Georgiou erhielt zwei Oscar-Nominierungen in der Kategorie Bestes Make-up und beste Frisuren für die Filme Joker und Maestro.

## Auszeichnungen (Auswahl)
- 1998: BAFTA-Film-Award-Nominierung in der Kategorie Best Make Up/Hair für Titanic
- 2011: Critics Choice Award-Nominierung in der Kategorie Best Makeup für True Grit - Vergeltung
- 2011: OFTA-Film-Award-Nominierung in der Kategorie Best Makeup and Hairstyling für True Grit - Vergeltung
- 2011: Gold-Derby-Film-Award-Nominierung in der Kategorie Makeup/Hair für True Grit - Vergeltung
- 2013: BAFTA-Film-Award-Nominierung in der Kategorie Best Make Up/Hair für Lincoln
- 2013: Primetime-Emmy-Auszeichnung in der Kategorie Outstanding Hairstyling for a Miniseries or a Movie für Liberace – Zu viel des Guten ist wundervoll
- 2013: OFTA Film Award-Nominierung in der Kategorie Best Makeup and Hairstyling für Lincoln
- 2013: OFTA-Television-Award-Auszeichnung in der Kategorie Best Makeup/Hairstyling in a Non-Series für Liberace – Zu viel des Guten ist wundervoll
- 2014: CinEuphoria-Nominierung in der Kategorie Best Make-Up - International Competition für Liberace – Zu viel des Guten ist wundervoll
- 2014: CinEuphoria-Nominierung in der Kategorie Best Make-Up - International Competition für Lincoln
- 2020: HCA Award-Nominierung in der Kategorie Best Hair and Makeup für Joker
- 2020: LEJA Award-Nominierung in der Kategorie Best Hair and Makeup für Joker
- 2020: BAFTA-Film-Award-Nominierung in der Kategorie Best Make Up/Hair für Joker
- 2020: Oscar-Nominierung in der Kategorie Bestes Make-up und beste Frisuren für Joker
- 2022: NDFS Award-Nominierung in der Kategorie Best Makeup and Hairstyling für West Side Story
- 2024: Oscar-Nominierung in der Kategorie Bestes Make-up und beste Frisuren für Maestro
- 2024: BAFTA-Film-Award-Nominierung in der Kategorie Best Make Up & Hair für Killers of the Flower Moon
- 2024: BAFTA-Film-Award-Nominierung in der Kategorie Best Make Up & Hair für Maestro